# 太田芳文
太田 芳文（おおた よしぶみ、1979年12月28日 - ）は、茨城県出身の大崎オーソルに所属していたハンドボール選手である。ポジションはフローター（主にセンター）や左サイド。身長 186cm、体重 82kg。

## 経歴
- 千代田町立（現・かすみがうら市）千代田中学校卒業
- 茨城県立伊奈高等学校卒業
- 日本体育大学卒業
- 2004年の日本ハンドボールリーグオールスター戦に出場。
- 2006年に行なわれたアジア大会（ドーハ）の日本代表選手に選ばれた。
- 2009/2010シーズン終了をもって大崎オーソルを退団。